# Around the World (canção de Christina Aguilera)
"Around the World" é uma canção da cantora norte-americana Christina Aguilera, gravada para o seu sétimo álbum de estúdio Lotus. Foi escrita pela própria com o auxílio de Dwanye Chin-Quee, Jason Gilbert e Ali Tamposi, sendo que a produção ficou a cargo de Supa Dups com a ajuda de Gilbert. A sua gravação decorreu em 2012 no estúdio The Red Lip's Room, na Califórnia. Embora não tenha recebido qualquer tipo de lançamento em destaque, devido às vendas digitais após a edição do trabalho de originais, conseguiu entrar e alcançar a 158.ª posição na tabela musical da Coreia do Sul, South Korea Gaon International Chart, com 1958 cópias vendidas no país.
A nível musical, é uma canção que deriva de origens estilísticas do pop, com influências de ragga, e possui um arranjo musical que consiste no uso de vocais, bateria e baixo. Liricamente, a cantora expressa a sua vontade em ter relações sexuais em vários pontos do mundo, como Tóquio e Milão. "Around the World" não reuniu consenso por parte dos críticos profissionais, sendo que enquanto uns elogiaram o seu som e o adjetivaram de "divertido", outros consideraram que a música não possuía uma identidade própria.

## Antecedentes e desenvolvimento
Após o lançamento do sexto álbum de estúdio de Christina, Bionic, em 2010, que falhou em obter um desempenho comercial positivo, sucedeu-se o divórcio do seu ex-marido, Jordan Bratman, a sua estreia em cinema com o musical Burlesque e a gravação da banda sonora de acompanhamento. Posteriormente, a cantora tornou-se treinadora no concurso The Voice transmitido pela NBC, e foi convidada para colaborar com a banda Maroon 5 em "Moves like Jagger", que esteve durante quatro semanas na liderança da Billboard Hot 100 dos Estados Unidos. Após estes acontecimentos, Aguilera anunciou que queria gravar o seu sétimo disco de originais, afirmando que ambicionava por faixas "pessoais" e de excelente qualidade. Numa entrevista, a intérprete falou sobre o significado do trabalho e revelou o seguinte:
| “ | [O álbum] será um ponto culminante de tudo que já experimentei, até agora... Já passei por muita coisa desde o lançamento do meu último álbum, estando no (The Voice), passar por um divórcio,... Isso tudo é uma espécie de renascimento livre para mim. Estou a abraçar muitas coisas diferentes, mas sinto-me bem com tudo, super-expressiva [e] super-vulnerável. | ” |

A cantora manifestou ainda que o disco seria sobre "auto-expressão e liberdade" por causa dos problemas pessoais que tinha superado durante o último par de anos. No programa The Tonight Show with Jay Leno em 2012, Christina falou sobre o seu novo material e confirmou que estava a demorar a gravar porque "não gostava de apenas obter as músicas a partir dos produtores". "Gosto que venham de um lugar pessoal... Estou muito animada. É divertido, emocionante, introspetivo, e vai ser extraordinário", rematou.

## Estilo musical e letra
"Around the World" é uma canção que deriva de origens estilísticas do pop, com influências de ragga, com a produção de Supa Dups e auxílio de Jason Gilbert. Com uma duração de três minutos e vinte e quatro segundos (3:24), a gravação dos vocais, que esteve a cargo de Oscar Ramirez, decorreu em 2012 no estúdio The Red Lip's Room, em Beverly Hills, na Califórnia. A sua composição foi construída através de vocais, bateria e baixo. Chris Younie, do canal 4Music, considerou que o som seu som transmite "luxúria e desejo" através de um refrão "insanamente cativante".
A letra foi escrita por Aguilera, Dwanye Chin-Quee, Gilbert e Ali Tamposi. Liricamente, a cantora expressa a sua vontade em ter relações sexuais em vários pontos do mundo, como Tóquio e Milão. O tema também faz referências à canção de Christina de 2001, "Lady Marmalade", através do sussurro da passagem "Voulez-vous coucher avec moi, ce soir?".

## Receção pela crítica

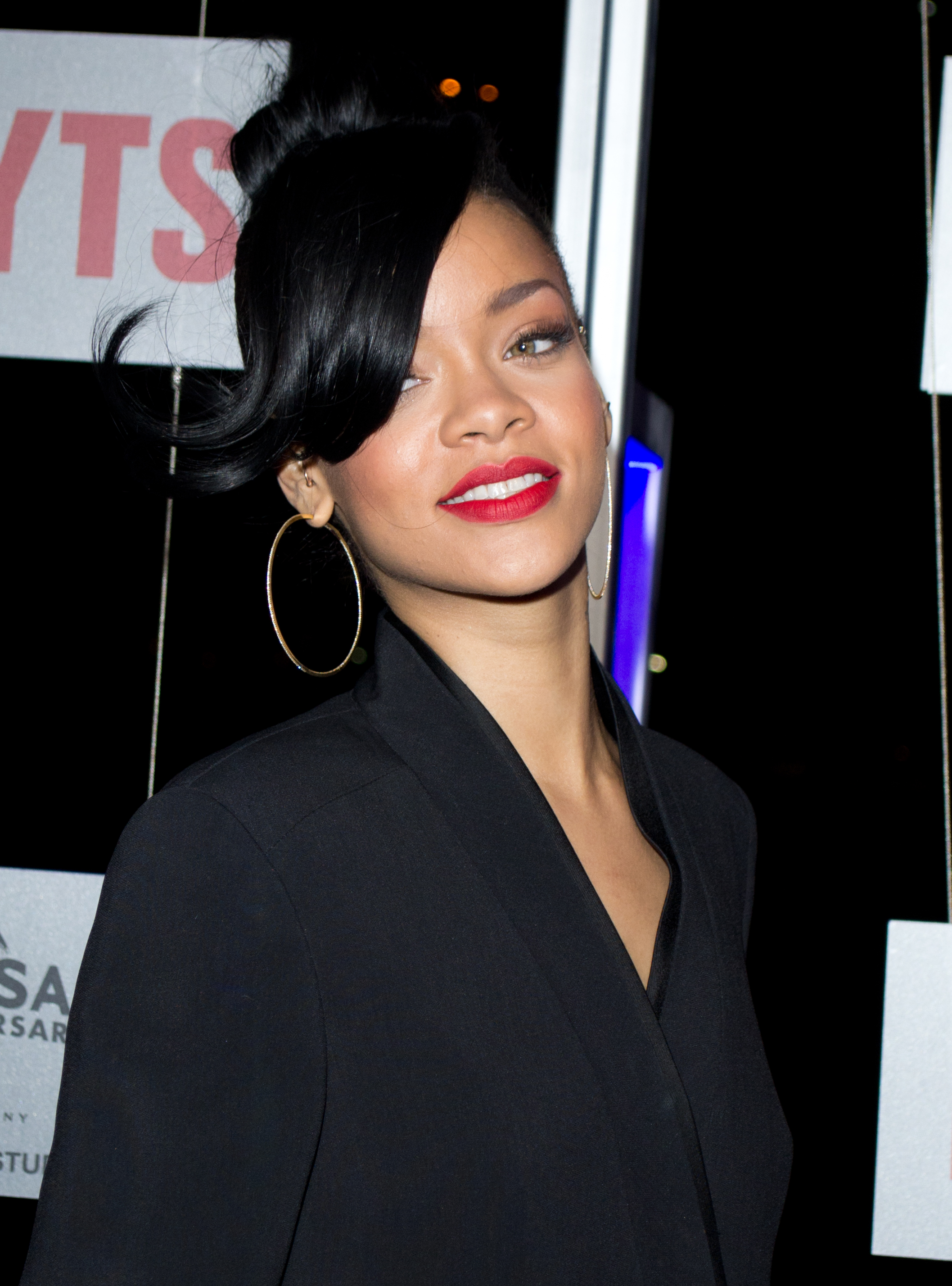
A faixa recebeu comparações ao repertório da cantora Rihanna.

Após o lançamento do disco, a canção não reuniu consenso nas análises por parte dos críticos especializados. Fiona Sheperd, do jornal compacto diário escocês The Scotsman, considerou que a música possui o "refrão mais ressonante de todo o álbum". Chris Younie, do canal 4Music, fez um comentário favorável e denominou o tema como "festivo" com "luxúria e desejo", acrescentando que possui um "refrão insanamente cativante". Um dos editores do sítio Idolator, Mike Wass, escreveu que é "mais uma inofensiva aventura que ganha pontos extra por citar trechos de 'Lady Marmalade', contudo, não possui uma musicalidade necessária "para fazer estragos nas tabelas musicais". Andrew Hampp, da revista Billboard, não foi consensual e salientou que, "infelizmente, a referência do segundo verso a "Lady Marmalade" continua a ser um dos poucos momentos de diversão nesta faixa morna".
Jon Caramanica, do diário The New York Times, revelou que a canção "é esteticamente vulgar, considerando o que Aguilera uma vez orgulhosamente foi". O sítio Popjustice, através do seu colaborador Sam Hine, escreveu que o tema servia apenas para encher e "seria necessário provocar dores de cabeça" para chamar a atenção do público. Michael Gallucci do PopCrush afirmou que é "uma faixa de dança sem rosto construído em torno de uma outra batida sólida, sublinhando ainda que "a insistência de Aguilera em cantar parte de 'All Night Long (All Night)', de Lionel Richie, com sotaque da ilha é totalmente errado". "Around the World" foi comparada por alguns críticos especializados aos trabalhos da cantora barbadense Rihanna. T'cha Dunlevy, a escrever para o Montreal Gazette, achou que a música era "uma imitação barata de Rihanna", partilhando da mesma opinião de Kitty Empire do jornal The Observer. Annie Zaleschi, da publicação The A.V. Club, também reiterou os comentários dos colegas acima mencionados e acrescentou que soa a um tema que a intérprete caribenha teria rejeitado gravar.

## Desempenho nas tabelas musicais
Após o lançamento do disco, a faixa conseguiu entrar e alcançar a 158.ª posição na tabela musical da Coreia do Sul, South Korea Gaon International Chart, com vendas avaliadas em 1958 cópias.

### Posições
| Tabela musical (2012)                    | Melhor posição |
| ---------------------------------------- | -------------- |
| Coreia do Sul - Gaon International Chart | 158            |

## Créditos
Todo o processo de elaboração da canção atribui os seguintes créditos pessoais:
- Christina Aguilera – vocalista principal, composição, produção vocal;
- Supa Dups - composição, produção;
- Jason Gilbert - composição, co-produção;
- Ali Tamposi - composição;
- Oscar Ramirez - gravação vocal.